# Aliud
Aliud – gmina w Hiszpanii, w prowincji Soria, w Kastylii i León, o powierzchni 17,65 km². W 2011 roku gmina liczyła 26 mieszkańców.